# Nederboelare
Nederboelare est une section de la ville belge de Grammont située en Région flamande dans la province de Flandre-Orientale et le pays de la Dendre. C'était une commune à part entière avant la fusion des communes de 1971.
L'altitude varie de 17 à 45 mètres.

## Toponymie
Bunlar (1125), Bonleyr (1046), de Bullari (1070), Bonlar (1088), de Bunlari (1109), Bonlara (1123), Bonleirs (1139), Bonleir (1147), Bunlara (XIIe), Bonler (1200), Bonlers (1215), Boullers (1215), Boleir (1222)

## Démographie

### Évolution démographique
- Sources : INS, Rem. : 1831 jusqu'en 1961 = recensements[3].